# Concorso internazionale di musica Maria Canals

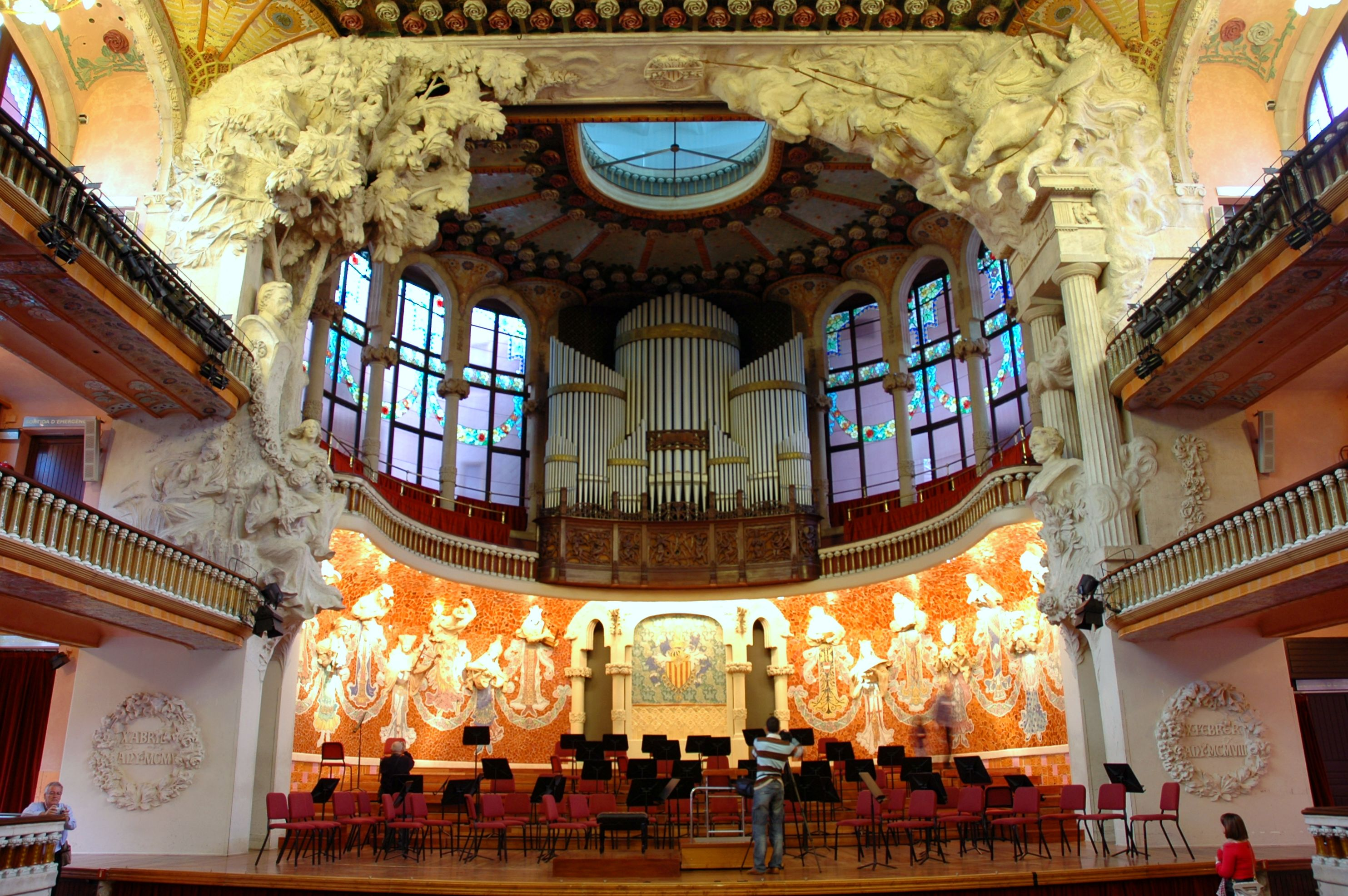
Il Palau de la Música Catalana, che ospita il concorso

Il Concorso internazionale di musica Maria Canals è un concorso musicale che si tiene annualmente all'interno del Palau de la Música Catalana di Barcellona a partire dal 1954. Il concorso venne fondato dalla pianista catalana Maria Canals i Cendrós e da suo marito Rossend Llates.
Inizialmente il concorso era riservato ai soli pianisti, ma nel corso degli anni si è aperto anche verso altri tipi di musicisti classici.

## Premiati
- 1954 Sezione maschile:  Spagna : Miguel Farré Mallofré. Sezione femminile:  Spagna : Maria Neus Miró
- 1956 Sezione maschile:  Germania : Klaus Börner e  Italia : Giorgio Radicula. Sezione femminile:  : Aline Demierre e  Spagna : Núria Escofet
- 1957 Sezione maschile:  Italia : Alberto Colombo. Sezione femminile:  Francia : Thérèse Castaigne
- 1958  Francia : Françoise Thinat
- 1959 Non attribuito
- 1960  Polonia : Andrzej Jasiński
- 1961  Francia : Catherine Silie
- 1962  Uruguay : Dinorah Varsi
- 1963 Non attribuito
- 1964  Svezia : Dag Achatz
- 1965  Stati Uniti : James Tocco
- 1966  Spagna : Leonora Milà
- 1967 Non attribuito
- 1968  Argentina : Christina Viñas
- 1969  Stati Uniti : Joseph Fennimore
- 1970  Perù : Lupe Parrondo
- 1971 Non attribuito
- 1972  Ungheria : Klára Barányi
- 1973  Stati Uniti : Jonathan Purvin
- 1974 Non attribuito
- 1975 Non attribuito
- 1976  Giappone : Yasuto Sugimoto
- 1977  Germania : Arnulf von Arnim
- 1978  Francia : Bernard d'Ascoli
- 1979 Non attribuito
- 1980  Unione Sovietica : Yuri Rosum
- 1981 Non attribuito
- 1982  Giappone : Hiromi Okada
- 1983 Non attribuito
- 1984 Non attribuito
- 1985 Non attribuito
- 1986  Giappone : Chiharu Sakai
- 1987 Non attribuito
- 1988  Cina : Zhong Xu
- 1989  Argentina : Gerardo Vila
- 1990  Francia : Mathieu Papadiamandis
- 1991  Unione Sovietica : Yuri Martinov
- 1992  Lettonia : Armands Abols
- 1993  Israele : Amir Katz
- 1994  Russia : Sviatoslav Lips
- 1995  Corea del Sud : Won Kim
- 1996 Non attribuito
- 1997 Non attribuito
- 1998  Ungheria : Peter Koczor
- 1999  Russia : Kirill Gerstein
- 2000  Giappone : Yusuke Kikuchi
- 2001  Giappone : Yurie Miura
- 2002  : Viv McLean
- 2003  Ucraina : Inesa Synkevich
- 2004  Polonia : Piotr Machnik
- 2005  Cina : Jue Wang
- 2006  Spagna : José Enrique Bagaría
- 2007  Serbia : Mladen Colic
- 2008  Croazia : Martina Filjak
- 2009  Lettonia : Vestards Šimkus
- 2010  Ucraina : Denis Zhdanov
- 2011  Polonia : Mateusz Borowiak
- 2012  Corea del Sud : Soo Jung Ann
- 2013  Russia : Stanislav Khristenko
- 2014  Ucraina : Regina Chernychko
- 2015  Ucraina : Danylo Saienko